# Ayesha Erotica
Ayesha Erotica (nacida el 11 de agosto de 1996) es una cantautora, rapera y productora estadounidense. Conocida por su elusiva imagen mediática y su música cargada de referencias sexuales, sus canciones a menudo están inspiradas en los 2000 y presentan un sonido hyperpop.
Erotica comenzó a lanzar música en línea bajo el alias de Ayesha Erotica en 2015, y lanzó de forma independiente dos álbumes, dos EP's y varios sencillos en los dos años siguientes. Saltó a la fama por colaborar con los cantantes Slayyyter y That Kid antes de tomar una pausa de 2018 a 2023.

## Vida y carrera
Erotica nació en 1996. Ella es una mujer transgénero.  Comenzó a lanzar música bajo el alias de Ayesha Erotica en 2015. Saltó a la fama gracias a sus sencillos lanzados en SoundCloud mientras vivía en Huntington Beach, y lanzó su primer álbum de estudio, Big Juicy, en 2016.   Mientras estaba en Los Ángeles, Erotica comenzó a colaborar con la cantante Slayyyter en agosto de 2018 con su sencillo "BFF".  Las dos lanzaron una serie de otras canciones colaborativas en SoundCloud, incluyendo una canción navideña y una colaboración con That Kid "Dial Tone", que Steffanee Wang de Nylon elogió como un "triunfo del bricolaje" y que Brendan Wetmore Paper describió como un gran éxito para los tres artistas.     Varias de las colaboraciones entre Erotica y Slayyyter se incluyeron en el mixtape homónimo de Slayyyter lanzado al año siguiente, con Erotica acreditada bajo el nombre de Ms. Cheeseburger. 
Erotica retiró su música de Internet y dejó de hacer música usando el nombre Ayesha Erotica en 2018, expresando su incomodidad con la fama y su imagen pública. Muchas de sus canciones, incluidas "Vacation Bible School", su canción de 2017 "Yummy" y una serie de demos inéditos, se convirtieron en audios populares de TikTok a partir de 2019.  Un mashup de "Yummy" con la canción "Righteous" de Mo Beats, así como la canción "Juicy Couture" de Erotica, también tuvieron éxito en TikTok a fines de 2023 debido a la viralidad de los videos de la influencer Sabrina Bahsoon en el metro de Londres en los que aparecieron.   Erotica produjo la mayoría de las canciones del mixtape debut de That Kid, Crush, que se lanzó en abril de 2020. 
En 2023, Erotica apareció en una transmisión en vivo con el cantante Chase Icon, donde anunció que regresaría a la música.  Erotica volvió a lanzar música con una serie de sencillos lanzados en la segunda mitad de 2023. Luego se asoció con Mel 4Ever en un sencillo colaborativo titulado "Tongues" en enero de 2024.  Apareció en el sencillo de Kets4eki "Rock Your Body" en febrero de 2024 y en el sencillo de Odetari "Break a Neck" en abril de 2024.   Su canción "Spread That Puss" fue sampleada en la canción "Alter Ego" de Doechii, que fue lanzada en marzo de 2024.   Apareció en el remix "Badder" de la canción "The Baddest" de Joey Valence & Brae, que se lanzó en julio de 2024. 

## Arte
Ashley Bardhan Pitchfork describió a Erotica como "una prolífica productora de hyperpop" cuya música con Slayyyter era "medio en broma y descaradamente sexual", mientras que Cat Zhang de Pitchfork también identificó su música como hyperpop y "pop tonto" y escribió que sus "pistas chicle" contenían "bromas atrevidas, a menudo escandalosas" e "invocaciones de Juicy Couture y botas UGG".   Zhang también comparó su música con la de Kesha a principios de la década de 2010, particularmente con su álbum de estudio debut Animal.  Katherine Gillespie de Paper describió la música de Erotica como "nostálgica y futurista al mismo tiempo".  Para PopMatters, Nick Malone de PopMatters llamó a Erotica "una leyenda underground en línea" con "imágenes hipersexuales y juguetonas" y "un formidable catálogo de éxitos pop-rap en deuda con la música de mediados de los años 2000 ".  Steffanee Wang escribió para Nylon que Erotica era "similar a Charli XCX ". 
Para Paper, Michael Love Michael escribió que Erotica "parece venir de ninguna parte más que de la red oscura", mientras que Brittany Menjivar de Passion of the Weiss la describió de manera similar como "elusiva" y como alguien que "ha existido en las sombras de Internet desde su debut en 2015".  Menjivar agregó que las letras de Erotica a menudo utilizan "narraciones crudas para comentar cuestiones sociales" e "imágenes religiosas con una refrescante falta de seriedad". 
Kim Petras y Aliyah's Interlude han nombrado a Erotica como una influencia en su música.  Slayyyter ha comparado el estilo de producción de Erotica con el de The Neptunes . 

## Discografía

### Álbumes de estudio
| Título       | Detalles |
| ------------ | --- |
| Big Juicy    | - Fecha de lanzamiento: 20 de abril de 2016 - Etiqueta: Autoeditado - Formato: Descarga digital, streaming  |
| Barely Legal | - Fecha de lanzamiento: 16 de junio de 2016 - Etiqueta: Autoeditado - Formato: Descarga digital, streaming  |
| horny.4u     | - Fecha de lanzamiento: diciembre de 2018 - Etiqueta: Autoeditado - Formato: Descarga digital, streaming    |
| precum       | - Fecha de lanzamiento: 11 de agosto de 2025 - Etiqueta: Autoeditado - Formato: Descarga digital, streaming |

### EP'S
| Título         | Detalles |
| -------------- | --- |
| Cumshot EP     | - Fecha de lanzamiento: 7 de agosto de 2016 - Etiqueta: Autoeditado - Formato: Descarga digital, streaming    |
| www.FuckMe.com | - Fecha de lanzamiento: 6 de noviembre de 2017 - Etiqueta: Autoeditado - Formato: Descarga digital, streaming |

### Sencillos

#### Como artista principal
| Título                                    | Año  | Posiciones máximas | Álbum                    |
| Título                                    | Año  | US Dance           | Álbum                    |
| ----------------------------------------- | ---- | ------------------ | ------------------------ |
| "Hit Em (The Recipe)"                     | 2016 | —                  | Sencillos independientes |
| "Gangbang"                                | 2016 | —                  | Sencillos independientes |
| "Major"                                   | 2016 | —                  | Sencillos independientes |
| "Fuck Like This" (con Brendino)           | 2016 | —                  | Sencillos independientes |
| "Mouth Full Of Cock"                      | 2017 | —                  | Sencillos independientes |
| "Literal Legend"                          | 2017 | —                  | Sencillos independientes |
| "Yummy"                                   | 2017 | —                  | Sencillos independientes |
| "Princess" (con Petey Plastic)            | 2018 | —                  | Sencillos independientes |
| "Vacation Bible School"                   | 2018 | —                  | horny.4u                 |
| "Mary Magdalene"                          | 2023 | —                  | Sencillos independientes |
| "I'm Tasty" (con JHawk Productions)       | 2023 | —                  | Sencillos independientes |
| "I Just Stole a Kia"                      | 2023 | —                  | Sencillos independientes |
| "Snooki"                                  | 2023 | —                  | Sencillos independientes |
| "May Showers"                             | 2023 | —                  | Sencillos independientes |
| "Hey Y'all"                               | 2023 | —                  | Sencillos independientes |
| "Tongues" (con Mel 4Ever)                 | 2024 | —                  | Sencillos independientes |
| "Rock Your Body" (con Kets4eki)           | 2024 | —                  | Sencillos independientes |
| "Superpuss"                               | 2024 | —                  | horny.4u                 |
| "Gigabowser" (con Yvncc)                  | 2024 | —                  | Sencillos independientes |
| "Break a Neck" (con Odetari)              | 2024 | 33                 | Sencillos independientes |
| "Make a Wish" (con Bayymack and strgurrl) | 2024 | —                  | Sencillos independientes |
| "For the Girls 3"                         | 2024 | —                  | Sencillos independientes |
| "Sexy Party"                              | 2024 | —                  | Sencillos independientes |
| "Hot Dog Hooker"                          | 2024 | —                  | Sencillos independientes |
| "House Party"                             | 2024 | —                  | Sencillos independientes |
| "Handjob" (con Baku)                      | 2024 | —                  | Sencillos independientes |
| "From The Back"                           | 2024 | —                  | horny.4u                 |
| "Die Slow" (con Lamm)                     | 2024 | —                  | Sencillos independientes |
| "FUTR" (con Donatachi and Yvncc)          | 2024 | —                  | TBA                      |
| "Hands On Me"                             | 2024 | —                  | Sencillos independientes |
| "funeral"                                 | 2025 | —                  | Sencillos independientes |
| "bitch"                                   | 2025 | —                  | Sencillos independientes |
| "Star 69"                                 | 2025 | —                  | Sencillos independientes |

#### Como artista destacada
| Título                                                              | Año  | Álbum                     |
| ------------------------------------------------------------------- | ---- | ------------------------- |
| "Gutta" (Miss Prada con Ayesha Erotica)                             | 2015 | Sencillos independientes  |
| "Let Me Know" (Miss Prada con Ayesha Erotica)                       | 2016 | Queen of Pop: Exposed     |
| "Where You @?" (AlexZone X Ayesha Erotica)                          | 2016 | Sencillos independientes  |
| "Party With Me" (Truth Crow con Ayesha Erotica)                     | 2016 | Sencillos independientes  |
| "Raw" (BISH con Ayesha Erotica)                                     | 2016 | Exposed But Fully Clothed |
| "BFF" (Slayyyter con Ayesha Erotica)                                | 2018 | Slayyyter                 |
| "Star" (Baby Zionov con Ayesha Erotica)                             | 2018 | Sencillos independientes  |
| "Take Me" (Boy Sim con Ayesha Erotica y Donatachi)                  | 2018 | Pink Noise                |
| "Go Insane!" (Street Queer con Ayesha Erotica)                      | 2018 | Sencillos independientes  |
| "Poppin'" (Nate Alexander con Ayesha Erotica)                       | 2018 | Sencillos independientes  |
| "Dial Tone" (That Kid con Slayyyter y Ayesha Erotica)               | 2018 | Sencillos independientes  |
| "All I Want for Xxxmas" (Slayyyter con Ayesha Erotica)              | 2018 | Sencillos independientes  |
| "Luka Magnota" (Adam Geerz con Ayesha Erotica)                      | 2018 | Sencillos independientes  |
| "Regina George" (Kyunchi con That Kid y Ayesha Erotica)             | 2018 | Sencillos independientes  |
| "Shock Treatment (Remix)" (Graveyardguy con Ayesha Erotica)         | 2018 | Sencillos independientes  |
| "Rare Candy" (Monopoly Phonic con Ayesha Erotica)                   | 2019 | Sencillos independientes  |
| "Ken Doll" (Gameboi con Ayesha Erotica)                             | 2019 | Gameboi                   |
| "P.M.S" (VZE con Popgoth y Ayesha Erotica)                          | 2019 | Sencillos independientes  |
| "Rock Star" (Mattu con Ayesha Erotica)                              | 2019 | Sencillos independientes  |
| "Motel 6" (Sunday After con Ayesha Erotica)                         | 2019 | Sencillos independientes  |
| "Hoe Park" (PLASTIC con Ayesha Erotica)                             | 2019 | Online Now                |
| "Chun-Li (Remix)" (Belladonna con Ayesha Erotica)                   | 2019 | Sencillos independientes  |
| "Sugar Sweet" (The Blurtoads con Ayesha Erotica)                    | 2020 | Sencillos independientes  |
| "Like You" (Will Rebein con Ayesha Erotica)                         | 2021 | Sencillos independientes  |
| "Show Me" / "Make It Roll" (Yvncc featuring Ayesha Erotica)         | 2023 | Rite Outside              |
| "Blank Out" (Yvncc con Ayesha Erotica)                              | 2023 | I'm So Serious            |
| "Dramatic" (Baku & kuudere con Ayesha Erotica)                      | 2023 | Hypnotized                |
| "Sun Ain't Even Out" / "Chucky So Yucky" (Yvncc con Ayesha Erotica) | 2024 | Quan Shoppe               |
| "Naked" (Public Appeal con Ayesha Erotica)                          | 2024 | Sencillos independientes  |
| "Fashion Icon" (Aliyah's Interlude con Ayesha Erotica)              | 2024 | Sencillos independientes  |
| "Babydoll" (S4BRINA con Ayesha Erotica)                             | 2024 | Sencillos independientes  |
| "I LOVE IT" (LyteSpeed con S4BRINA, Proz, y Ayesha Erotica)         | 2024 | Sencillos independientes  |